# Gracixalus lumarius
Espèce
Gracixalus lumarius est une espèce d'amphibiens de la famille des Rhacophoridae.

## Répartition
Cette espèce est endémique de la province de Kon Tum au Viêt Nam. Elle se rencontre au-dessus de 1 700 m d'altitude.

## Description
Gracixalus lumarius mesure entre 38,9 et 41,6 mm pour les mâles et 36,3 mm pour la femelle.

## Étymologie
Le nom spécifique lumarius vient du latin lumarius, les épines, en référence aux tubercules coniques qui couvrent le dos de cette espèce.

## Publication originale
- Rowley, Le, Dau, Hoang & Cao, 2014 : A striking new species of phytotelm-breeding tree frog (Anura: Rhacophoridae) from central Vietnam. Zootaxa, no 3785, p. 25–37 (texte intégral).